# Fluide de Stokes
Pour les articles homonymes, voir Stokes.
On appelle parfois fluide de Stokes un fluide visqueux lorsqu'il s'écoule lentement en un lieu étroit ou autour d'un petit objet. Dans ces conditions, les effets visqueux dominent sur les effets inertiels et son écoulement, qui correspond alors à un faible nombre de Reynolds (beaucoup plus petit que 1), est régi par les équations de Stokes. 